# جزیره آتش (آمریکا)

جزیره آتش با رنگ سبز مشخص شده است

جزیرهٔ آتش در آمریکا جزیرهٔ میانی از مجموعه جزایر حائل بیرونی و موازی با جزیره لانگ آیلند و ساحل نیویورک است. طول این جزیره ۵۰ کیلومتر و عرض آن ۱۶۰ تا ۴۰۰ متر است. جزیره آتش قسمتی از سافولک کانتی است. این جزیره ۲ روستا و چندین آبادی را در خویش جای داده. بر اساس آمار سال ۲۰۱۰ میلادی سازمان آمار آمریکا جمعیت ثابت این جزیره ۲۹۲ نفر است که البته این جمعیت در طول ماه‌های تابستان به دلیل بازدید جهانگردان تا ۱۰۰۰ نفر هم می‌رسد. مساحت این جزیره ۲۴٫۹ کیلومتر مربع است. سرخپوستان بومی آمریکا نام این جزیره را سیکتم هاکی نهاده بودند. نخستین خانه در این جزیره در سال ۱۷۹۵ توسط جرمیا اسمیت ساخته شد. هنگام طوفان سندی در سال ۲۰۱۲ میلادی به ساکنین این جزیره و دارایی هایشان صدمات جدی وارد آمد.